# Lanling (sockenhuvudort i Kina, Heilongjiang Sheng, lat 45,30, long 130,70)
Lanling (kinesiska: 兰岭, 兰岭乡) är en sockenhuvudort i Kina. Den ligger i provinsen Heilongjiang, i den nordöstra delen av landet, omkring 320 kilometer öster om provinshuvudstaden Harbin. Antalet invånare är 13 653. Befolkningen består av 6 527 kvinnor och 7 126 män. Barn under 15 år utgör 12,0 %, vuxna 15-64 år 77 %, och äldre över 65 år 9,0 %.
Runt Lanling är det tätbefolkat, med 476 invånare per kvadratkilometer. Närmaste större samhälle är Dongxing, 9,9 km nordost om Lanling. Trakten runt Lanling består till största delen av jordbruksmark.
Genomsnittlig årsnederbörd är 855 millimeter. Den regnigaste månaden är juli, med i genomsnitt 176 mm nederbörd, och den torraste är januari, med 4 mm nederbörd.